# Alfred Lehner (Regisseur)
Alfred Heinrich Lehner (* 8. April 1913 in Wien; † 25. Dezember 1997 ebenda) war ein österreichischer Schauspieler und Filmregisseur, Spezialgebiet Heimatfilm.

## Leben und Wirken
Der Sohn eines Restaurators studierte vier Semester lang Maschinenbau an der Technischen Hochschule in Wien und ließ sich außerdem an Wiens Akademie für Musik und darstellende Kunst künstlerisch fortbilden. Anschließend sammelte Lehner erste Erfahrungen an der Bühne und beim österreichischen Rundfunk, 1939 trat er in Gerhard Lamprechts Drama “Frau im Strom” überdies auch vor die Kamera. Ein winziger Auftritt in Willi Forsts beschwingter Romanze Frauen sind keine Engel sollte 1942 folgen. Nach dem Krieg wechselte Lehner zur Regieassistenz, bei dem Bergdrama “Gipfelkreuz” zeichnete er 1948 als Cheftontechniker verantwortlich. 
Im Auftrag der Katechetischen Filmgilde Innsbruck inszenierte Lehner 1950 seine erste eigene Produktion, den Dokumentarfilm “Das große Geheimnis”. 1952 folgte schließlich sein erster Spielfilm, das Tiroler Aufstands- und Befreiungsdrama “Das letzte Aufgebot”, das in Deutschland unter dem Titel “Der Bauernrebell” anlief. Seine größten Erfolge hatte Lehner im selben Jahrzehnt mit seinen Heimatfilminszenierungen, allen voran Das Mädchen vom Pfarrhof, Die Magd von Heiligenblut, Der König der Bernina und Die singenden Engel von Tirol, die nicht frei von massivem Kitsch waren. Diese Filme stellte Lehner mit seinen eigenen Produktionsfirmen, der Alfred Lehner-Filmproduktion und der Zenith-Filmproduktion Lehner & Co., her. Bereits 1961, einhergehend mit dem Niedergang des klassischen Unterhaltungskinos in Österreich, war Alfred Lehners Regielaufbahn beendet. Was er anschließend beruflich tat, ist derzeit unbekannt. Er wurde am Baumgartner Friedhof bestattet.

## Filmografie
als Regisseur und Produzent, wenn nicht anders angegeben
- 1939: Frau im Strom (nur Filmrolle)
- 1942: Frauen sind keine Engel (nur Filmrolle)
- 1948: Gipfelkreuz (nur Co-Drehbuch)
- 1950: Das große Geheimnis
- 1952: Der Bauernrebell
- 1953: Die große Schuld (auch Co-Drehbuch)
- 1955: Das Mädchen vom Pfarrhof
- 1956: Bademeister Spargel
- 1956: Die Magd von Heiligenblut
- 1957: Der König der Bernina
- 1958: Die singenden Engel von Tirol (Sag ja, Mutti)
- 1960: Das Dorf ohne Moral (nur Produktion und Produktionsleitung)
- 1961: Autofahrer unterwegs (nur Produktion)